# Charles Caleb Colton
Charles Caleb Colton (getauft 11. Dezember 1777; † 28. April 1832 in Fontainebleau) war ein englischer Kleriker und Schriftsteller, der wegen seines exzentrischen Lebensstils bekannt wurde.

## Leben
Charles Caleb Colton besuchte das Eton College, studierte seit 1796 am King’s College (Cambridge) und wurde 1801 Bachelor of Arts sowie 1804 Magister Artium. Seit 1801 war er lange Vikar in Tiverton in Devon. Allerdings war er mehr als Jäger, insbesondere als geschickter Fischer, denn als Geistlicher bekannt. 1810 veröffentlichte er eine Plain and Authentic Narrative of the Sampford Ghost, 1812 das satirische Gedicht Hypocrisy, 1816 ein zuerst Napoleon genanntes Gedicht unter dem Titel Lines on the Conflagration of Moscow (4. Auflage 1822) sowie 1819 Remarks Critical and Moral on the Talents of Lord Byron. Als Vikar in Kew und Petersham, welches Amt er seit 1818 bekleidete, fiel er durch seine exzentrische Art auf. Zeitweilig war er auch als Weinhändler tätig. Gegen Ende 1820 erschien der erste Band seines Werks Lacon, or Many Things in Few Words, das 1821 fünf weitere Auflagen erlebte; 1822 folgte ein zweiter Band. Es handelte sich um eine aus Kernsprüchen besonders in Anlehnung an Francis Bacon und William Burdon (1764–1818) zusammengestellte philosophische Schrift, die in England Aufsehen erregte.
Seine Spielsucht stürzte Colton so tief in Schulden, dass er sich 1828 genötigt sah, nach Amerika zu entweichen. Später lebte er in Paris, wo er nacheinander Gemäldetrödler, Weinhändler, Dichter, Korrespondent des Morning Chronicle, stets aber leidenschaftlicher Spieler war. Oft besuchte er die Spielsalons des Palais Royal und soll eine Geldsumme im Wert von 25.000 englischen Pfund gewonnen, letztlich aber fast sein ganzes Vermögen wieder verloren haben. Im Widerspruch zu einem seiner Hauptaussprüche im Lacon erschoss er sich am 28. April 1832 aus Furcht vor einer unvermeidlichen chirurgischen Operation in Fontainebleau. Ein zum Zeitpunkt seines Todes noch unveröffentlichter Band, Modern Antiquity and other Poems, wurde von M. Sherwell 1835 herausgegeben.